# San Francisco (2014年の書体)
San Francisco（サンフランシスコ）は、2014年11月18日に公開されたサンセリフ体の欧文書体。
約20年ぶりにAppleで新しいフォントが開発された。DINやHelvetica、Universなどを基にして作られた。
2015年に発表されたApple Watchを皮切りにmacOS・iOS/iPadOSで採用されており、Myriadに代わりApple製品のロゴにも使用されている。

## 種類
SF Pro、SF Compact、SF Monoフォントは、AppleのWebページからダウンロードすることができる。

### SF Pro
SF Pro は macOS（macOS High Sierra以降）やiOS（iOS 11以降）、 tvOSのシステムフォントとして採用された。macOS、iOS、iPadOS上ではフォントサイズが20pt未満であればText、 20pt以上であればDisplayに自動で切り替わる。TextとDisplayでは、文字の形が微妙に異なっている。また、フォントサイズによって文字がトラッキングされる。

### SF Compact
SF Compact は Apple Watch のシステムフォントとして採用されている。
直線的なデザインにより文字がやや縦長であるため、文字間隔がSF Proと比べて広く、小さなデバイスでも視認しやすい。

### SF Mono
WWDC 2016 WebページやXcodeやTerminalで採用されてはいたが、2019年8月に一般公開された。コードの可読性が良くなるようにデザインされている。

### SF UI（SF NS）
mac OS（OS X El Capitan - macOS Sierra）、iOS（iOS 9 - iOS 10）のみの採用に留まった。macOS High Sierra、iOS 11を境に SF UI（SF NS）がSF Proに置き換わった。iOSではSF UI、macOSではSF NSと名称は異なるものの内容はほとんど変わらない。

### SF Pro JP

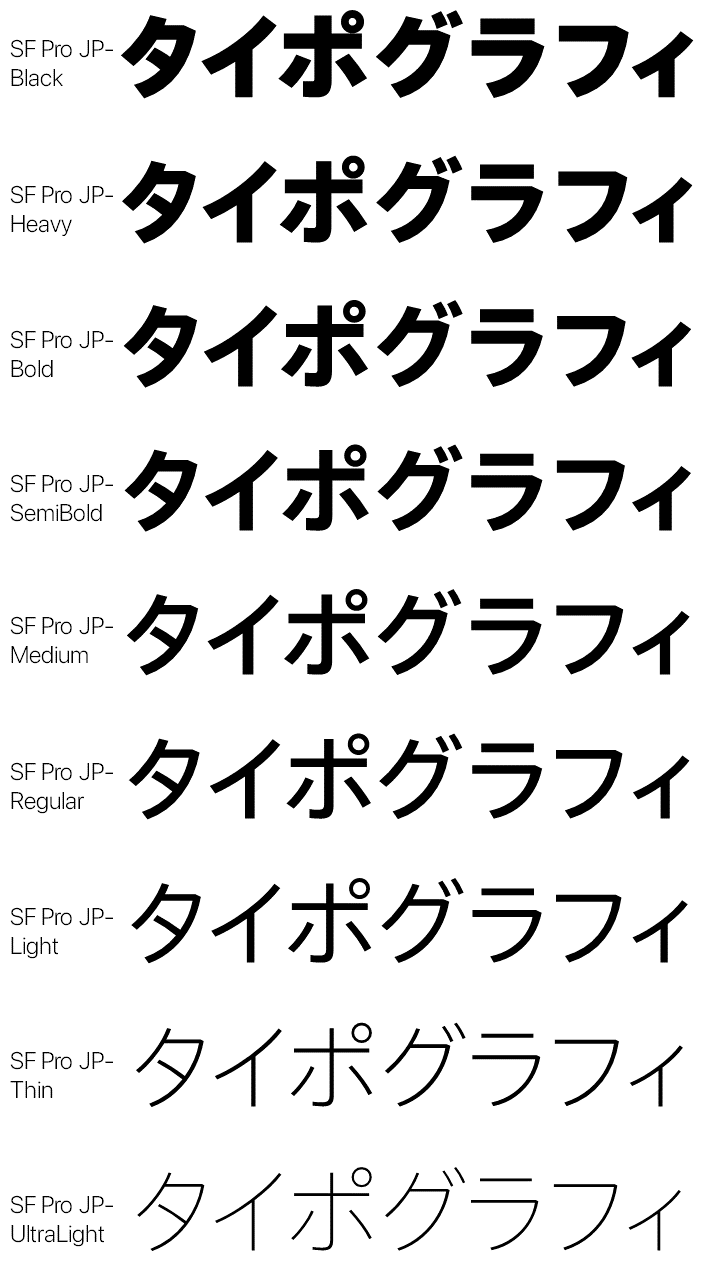
AppleのWebページなどで利用されている

AppleのWebや資料などで使われている日本語フォント。一般提供はされていない。ウェイトは他のSFシリーズと同じBlack、Heavy、Bold、SemiBold、Medium、Regular、Light、Thin、UltraLightの全9種類。雑誌「AXIS」向けに制作されたAXIS FontをベースにApple向けのチューニングがされた文字が使用されている。また、英数字は含まれておらず、SF Proで補う形となる。

### その他

#### SF Serif(New York)
主にApple Booksに使用されているフォントである。WWDC 2018でApple Booksと一緒にSF Serifも紹介された。iOS 12のApple Booksに同梱されていたが、後にNew Yorkという名前で正式に公開された。こちらもAppleのWebページからダウンロードすることができる。

#### SF Shields
SF ShieldsはiOS 12.1で初めて登場した。iOS 12.1のGeoServicesキャッシュフォルダーや、macOS MojaveのGeoServicesキャッシュフォルダーに隠されている。